# チェイス!
『チェイス！』（原題: Dhoom 3）は、2013年公開のインドのアクション・スリラー映画。ムンバイの警察官コンビが難事件に挑む『Dhoom』シリーズの第3弾で、それまでの2作で脚本を担当してきたヴィジャイ・クリシュナ・アーチャールヤが、本作でシリーズ初の監督も兼任しハリウッドの全面協力の下、シカゴでオールロケを敢行した映画。2013年当時としてインド映画史上最大の製作費が費やされ、『きっと、うまくいく』などで人気となったアーミル・カーンが主演を務め、アクション、ダンス、兄弟愛など様々な要素を熱演。シリーズ中で最もヒットし、インド映画の全世界歴代最高興行収入も記録した（2019年時点では12位に降格）。

## あらすじ
1990年12月1日、米国シカゴで大インド・サーカスを開いていた団長イクバール・カーンは大手銀行シカゴ・ウェスタンからの借入金返済に窮しサーカスの明け渡しを迫られていた。命も同然のサーカスを守るため、イクバールは返済期限を延ばしてもらうべく銀行幹部アンダーソンとその側近らを招き、幼い息子サーヒルを使った見事な新作マジカル・サーカスを披露する。思わず拍手しそうになる側近を横目で睨みつけるアンダーソンは1人渋顔のまま予め決めていた最後通告の考えを改めず、5日以内に金を返済できなければ建物を明け渡し、調度品は即刻競売だと冷酷に言い放った。
「このマジックはサーカスの未来だ」と言うイクバールの訴えに全く耳をかさぬアンダーソンは、「そんなものはサーカスではない、このサーカスは今までもこれからも将来性がない」と侮蔑しながら拒絶。幼いサーヒルも必死に懇願するが、何事かを決心していた父イクバールは「物乞いはするな」と息子を制止し、拳銃を一旦アンダーソンの方に向け「かすめ取る気か。銀行家ども、地獄でくだばれ」と言い残しその場で自らの頭を打ち抜いた。あとにはサーヒルの「パパ―！」という悲痛な叫び声だけが響いた。
それから約20年後、ウェスタン銀行への復讐を固く誓っていたサーヒルはシカゴに舞い戻り、1年に2回も支店の金庫破りを成功させ屋上から紙幣をばら撒いた後、窓の上を走るように下まで降りていくイリュージョンを見せてから神出鬼没のバイク逃走劇で追手の警察を煙に巻いていた。その怪盗の裏の顔を持つサーヒルは、父が自殺した場所である大インド・サーカスも再建させ、共演オーディションでは少し破天荒なダンサー女優アーリアを採用し人気も上々のトリック・サーカスのパフォーマー兼団長として活躍していた。サーヒルは舞台が始まる前も銀行襲撃と同様、父イクバールがいつも大事な時に唱えていた詩「我らは神の子。誰に挑めようぞ。希望の太陽、四方よりいづる。鋼の決意、揺るがぬ歩み。運命を記さんがため、いざ今日行かん」を暗唱した。
銀行の犯行現場に毎回残されている笑うピエロの仮面と「銀行家ども、地獄でくだばれ」というヒンディー語のメッセージからインド人の犯行と推定され、インドから腕利きの刑事ジャイとその相棒アリが捜査協力にやってきた。ジャイはテレビで犯人を挑発するような言葉を放ち、それを聞いたサーヒルはピエロの仮面の犯人を知っている者として装いながらジャイの元を訪れ捜査協力を申し出る。そしてサーヒルの予告通り4月1日に金庫破りが発生し、警察の包囲網をあざ笑うかのように犯人サーヒルは巧みにバイクで逃走。逃走犯の顔を見たジャイはヘリコプターの縄梯子から銃でサーヒルの肩を狙い撃ち負傷させ、すぐにその日に興行のある大インド・サーカスに駆けつけた。しかし舞台を終えたサーヒルを捜査陣が裸で検分するもその肩に傷跡一つなかった。。。
ジャイは、サーヒルのイリュージョン的犯行トリックを見破るためサーカスの舞台裏に侵入し裏部屋にサーヒルと同じ容姿の男がいるのを発見する。サーヒルはサーカスの舞台トリックと同様、銀行強盗でも双子の兄弟のサマルと一心同体の行動をしていたのだった。隠れた存在のサマル（ジャイに肩を狙い撃ちされた方）は少し知的障害があり靴紐を自分で結べない幼さがあるものの、サーカスのトリックのアイデアはみな彼が考案し、金庫破りでもサーヒルが予め銀行内部を盗撮小型カメラで撮影した映像だけで銀行の見取り図が瞬時に作成できる特殊な映像記憶的認知能力を持っていた。
いつもサーヒルの「影」の存在として隠密の暮らしをしているサマルだったが、週に一度の日曜だけは1人で自由に遊園地に行くことが辛うじて許されていた。そのことを知ったジャイ刑事は食い逃げ男の変装をしてサマルに近づき彼の初めての友達になることに成功する。サマルは秘かにアーリアに恋していたが、それを友達（ジャイ）に指摘され片思いだと恥ずかしがった時「アーリアもいつもサーヒル（君）を見つめているじゃないか」と言われた瞬間、突然サーヒルに嫉妬を感じるようになる。そして次の舞台直前「今日は僕がおまえの役で出る」と主張しアーリアとのメイン演技を実現した。団長サーヒルは銀行を潰す目的のため舞台袖では女に付け入る隙を見せていなかったため、急に変貌した自分への好意的な態度に勇気を得たアーリアは身代わりのサマルをデートに誘う。そしてサマルは「僕は影の存在じゃない！」とサーヒルの制止を振り切り外でアーリアと会い、薄々サーヒルが2人いることに気づいていたアーリアがサマルの方の性格を受け入れてくれ彼女とファースト・キスをする。
一方、変装で騙しながらもサマルに真の友情を感じるようになったジャイ刑事は、捜査過程でサーヒルとサマル兄弟の犯行動機を知り、サマルに自分がジャイであることを打ち明け、君がサーヒルの双子だという秘密もすでに分かっていると言いながら、アーリアとの愛のためにもこれ以上の復讐犯罪を思いとどまるように親身に説得する。だがその日のサマルは、サーヒルがサマルの振りをしてため（ジャイが秘かにサマルに近づいていたのを察知したため）、ジャイはサーヒルの逆襲に遭ってしまい間一髪で駆けつけた相棒アリに助けらる。そしてサーヒルとサマルは父の自殺直後、アンダーソンのいる大銀行の前で2人並んで誓った「そんなにマジックが嫌いなら何度でも見せてやる」という復讐を貫徹するべくシカゴの街を舞台とした最後の支店での犯行を敢行。夜間の銀行に毒ガスを充満させSWATが退散したところで建物を爆破し、サーヒルはジャイとの一騎打ちのバイク逃走の決闘にも勝利する。
だが翌朝、遠くへ逃亡しようとするサーヒルとサマルは、ダムの一本道の上でジャイ刑事や警察に行く手を塞がれてしまった。観念したサーヒルはバイクから降りジャイに近づき、犯行証拠のメモリーを手渡し「サマルは逃がせ。全部強盗実行犯の俺1人が計画しサマルは無実だ、弟は逃がしてやってくれ」と自分が捕獲される条件を懇願しジャイもそれを承諾した。そしてサーヒルはバイクに戻るとサマルに「おまえはもう俺サーヒルの影じゃない、今日からは1人だ。おまえはおまえの夢を自由に生きるんだ」と言うと突然ダムに身を投げた。だが、その手を瞬時にサマルが捕まえ2人とも落ちそうな体勢になってしまった。「手を放せ」とサーヒルは命令するが、サマルは「どこへ行くの？ 離れないよ」と、幼い頃パパから言われた「サマル、（サーヒルを）握った手を放したらだめだ。そばを離れるな」という言葉を守っていた。それは幼い2人が縄梯子登り競争をしサーヒルの方の縄が切れて落ちそうになった時の父イクバールの言葉だった。サーヒルは「おまえは逮捕されない、アーリアと自由になれ」と説得するも、サマルはいつも出陣の前に2人で唱えていた詩「我らは神の子。誰に挑めようぞ…」を口ずさみ始め、それに呼応しサーヒルも詩を唱えだす。やがてサマルはダムの柵壁につかまっていた方の手を放し、2人は手を握り合ったまま一緒にダムの下へ落下していった。その後アンダーソンの銀行は株価暴落で潰れ、大インド・サーカスの舞台はアーリアに引き継がれていく。

## キャスト
- サーヒルとサマル・カーン：アーミル・カーン(仗桐安）
- 幼いサーヒルとサマル：シドハース・ニガム（英語版）
- アーリア：カトリーナ・カイフ (塩谷綾子)
- ジャイ：アビシェーク・バッチャン (松田健一郎)
- アリ：ウダイ・チョープラー（英語版）(佐々木啓夫)
- イクバル・ハロン・カーン：ジャッキー・シュロフ
- アンダーソン：アンドリュー・ビックネル（英語版）
- ビクトリア：タブレット・ベセル（英語版）(一色まゆ)

## 音楽
| # | 曲名                          | 歌手                                         | 時間 |
| - | ----------------------------- | -------------------------------------------- | ---- |
| 1 | Malang                        | シッダース・マハデヴァン, シルパー・ラーオ   | 4:33 |
| 2 | Kamli                         | サンディ・チャウハン                         | 3:55 |
| 3 | Tu Hi Junoon                  | モヒト・チャウハン                           | 5:02 |
| 4 | Dhoom Machale Dhoom           | アディティ・シン・シャルマ                   | 3:56 |
| 5 | Bande Hain Hum Uske           | シヴァム・マハデヴァン, アニッシュ・シャルマ | 3:05 |
| 6 | Dhoom Tap                     | インストゥルメンタル                         | 2:47 |
| 7 | Dhoom : 3 Overture            | インストゥルメンタル                         | 4:10 |
| 8 | Dhoom Machale Dhoom (Arabic)  | ナイ                                         | 3:48 |
| 9 | Dhoom Machale Dhoom (Spanish) | ミアモン                                     | 3:47 |